# 慈光院 (蜂須賀家政正室)
慈光院（じこういん、永禄6年（1563年） - 慶長11年3月13日（1606年4月20日））は、阿波徳島藩祖・蜂須賀家政の正室。父は尾張小折城主・生駒家長。母は神野民部少輔の娘・椿岩妙寿。兄弟には生駒善長、生駒善長などがいる。織田信長の側室・生駒吉乃は叔母にあたる。名はヒメ（姫）。

## 生涯
永禄6年（1563年）、尾張小折城主・生駒家長と神野民部少輔の娘・椿岩妙寿の娘に生まれる。 
天正10年（1582年）、山崎の戦いが行われた同年に蜂須賀正勝の長男・蜂須賀家政（後の阿波徳島藩祖）の正室に迎えられる。その後、天正14年（1586年）、家政との間に長男・蜂須賀至鎮を出産。
慶長11年（1606年）3月13日、病により没する。享年43歳。法名は慈光院殿松嶺玄寿大姉。慈光院の没後、父である家長の子孫は家政の家来になった。墓所は徳島県徳島市福島にある慈光寺。この慈光寺は元々は息子である至鎮が上八万村中津浦（現在の同市上八万町）に創建したが、母の死を期に寺を現在地に移設し慈光寺と名を改めた。